# Chrysame
Chrysame là một chi ốc biển, là động vật thân mềm chân bụng sống ở biển trong họ Mitridae.

## Các loài
Các loài thuộc chi Chrysame bao gồm:
- Chrysame pertusa Linnaeus[2]